# غوردون مكينتوش
غوردون مكينتوش (بالإنجليزية: Gordon McIntosh)‏ هو سياسي بريطاني وأسترالي، ولد في 29 مايو 1925 في غلاسكو في المملكة المتحدة. حزبياً، نشط في حزب العمال الأسترالي. وقد انتخب عضو مجلس الشيوخ الأسترالي ‏ عن دائرة أستراليا الغربية (18 مايو 1974 – 5 يونيو 1987).